# Curios okinawanus
Curios okinawanus is een keversoort uit de familie glimwormen (Lampyridae). De wetenschappelijke naam van de soort werd voor het eerst geldig gepubliceerd in 1918 door Matsumura.